# Distoleon morpheus
Distoleon morpheus is een insect uit de familie van de mierenleeuwen (Myrmeleontidae), die tot de orde netvleugeligen (Neuroptera) behoort. 
Distoleon morpheus is voor het eerst wetenschappelijk beschreven door Kirby in Andrews in 1900.